# José María Orellana Pinto

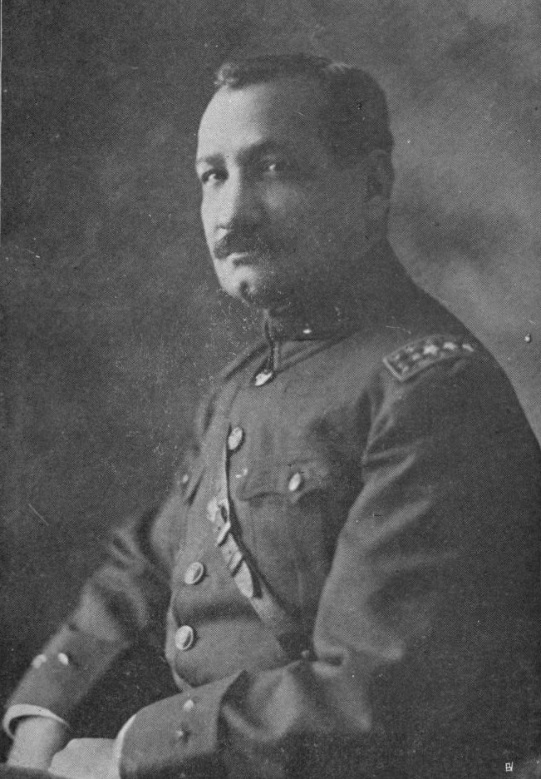
José María Orellana Pinto

José María Orellana Pinto (El Progreso, 11 de julho de 1872 – 26 de setembro de 1926) foi Presidente da Guatemala de 10 de dezembro de 1921 até à data da sua morte.

## Biografia
Filho de Esteban Orellana yLeonor Pinto, foi nomeado Chefe do Estado Maior do Exército da Guatemala pelo governo de Carlos Herrera
Em Dezembro de 1921, esteve à frente de um golpe de estado, juntamente com os generais Miguel Larrave e José María Lima, que depôs o então presidente em funções, Carlos Herrera. Foi formado um triunvirato que assumiu o poder.